# Aitor Buñuel
Aitor Buñuel Redrado (* 10. Februar 1998 in Tafalla) ist ein spanischer Fußballspieler auf der Position eines Abwehrspielers, der vorwiegend als rechter Außenverteidiger eingesetzt wird. Seit 2022 steht er im Aufgebot des CD Teneriffa.

## Karriere

### Verein
Aitor Buñuel wurde am 10. Februar 1998 in der navarrenischen Kleinstadt Tafalla im Norden Spaniens geboren und begann seine Fußballkarriere im rund 40 Kilometer nördlichen Pamplona beim dort aktiven CA Osasuna. In weiterer Folge durchlief er sämtliche Jugendabteilungen des damaligen Erstligisten, der zum Saisonende 2013/14 in die spanische Zweitklassigkeit abstieg. Mit dem Nachwuchs von Osasuna nahm er unter anderem im Jahre 2010 als Zwölfjähriger am Torneo Interescolar Fundación Osasuna am C.P.E.I.P. Marqués de la Real Defensa von Tafalla teil, wo er mit seiner Mannschaft Zweiter wurde. Ohne zuvor überhaupt jemals für die Amateure Osasunas gespielt zu haben, holte ihn Enrique Martín Monreal am 5. Mai 2015 erstmals in den Profikader. Dort gab er am 16. Mai 2015 bei einem 1:1-Remis gegen Real Valladolid sein Pflichtspieldebüt, als er von Beginn an eingesetzt und ab Minute 58 durch Javier Flaño ersetzt wurde. In den nachfolgenden und letzten vier Meisterschaftsspielen der Saison 2014/15 saß Buñuel einsatzlos auf der Ersatzbank, beendete die Saison mit dem Team auf dem 18. Tabellenplatz und schaffte dabei nur knapp den Klassenerhalt.
In der nachfolgenden Saison 2015/16 kam Buñuel des Öfteren von Beginn an zum Einsatz, saß aber die meiste Zeit weiterhin ohne Einsatz auf der Ersatzbank. Als er am 19. Dezember 2015 beim 3:1-Auswärtssieg über den CD Numancia zur Halbzeitpause auf den Rasen kam, erzielte er fünf Minuten später nach einer Nino-Flanke per Kopfball das 1:0-Führungstor von Osasuna und damit seinen ersten Profitreffer. Bis Saisonende konnte er elf Einsätze und ein Tor in der Segunda División verbuchen und mit Osasuna, nachdem man das Aufstiegsplayoff gewonnen hatte, in die Primera División aufsteigen. Ebenso spielte Buñuel 2015/16 dreimal in der Tercera División für die B-Mannschaft, die zu Saisonende in die Segunda División B aufstieg.
Im Januar 2018 folgte eine sechsmonatige Ausleihe zum FC Valencia B. Anschließend kehrte er nicht nach Osasuna zurück, sondern wechselte zu Racing Santander. Dort verbrachte der Spanier zwei Jahre, bevor er sich im September 2020 UD Almería anschloss. Mit Almería gewann er 2022 die Zweitligameisterschaft. Im August 2022 wechselte er zum CD Teneriffa.

### Nationalmannschaftskarriere
Im Jahre 2016 wurde Buñuel erstmals in die spanische U-19-Auswahl einberufen. In der von Luis de la Fuente trainierten Auswahl wurde er als rechter Außenverteidiger eingesetzt und kam auf dieser Position im Jahre 2016 auch zu seinem Debüt für die U-18-Auswahl seines Heimatlandes, für die er in zwei Länderspielen auflief und torlos blieb. 2019 absolvierte er vier Partien für die U-21-Auswahl.

## Persönliches
Mit Javier Buñuel Redrado hat er einen rund zweieinhalb Jahre älteren Bruder, der ebenfalls als Fußballspieler aktiv ist.